# Hospital Lazzarotto
O Hospital de Clínicas Dr. Lazzarotto foi um hospital privado que existiu na cidade de Porto Alegre, capital do estado brasileiro do Rio Grande do Sul. Situado em um prédio na Avenida Assis Brasil, n° 1616, no bairro Passo d'Areia, o hospital chegou a ter 240 leitos e mais de 500 funcionários, tendo sido referência na área de cardiologia, ao lado do Instituto de Cardiologia do Rio Grande do Sul. 
Após período de problemas financeiros e denúncias de fraude, o Hospital Lazzarotto fechou as portas em 1995. Naquele ano, conforme reportagem de época, figurava entre os 10 maiores sonegadores na Previdência estadual, com R$ 3.395.433,05 em dívidas. O seu prédio foi abandonado e depredado até ser demolido em 2008, e seu terreno dar lugar a um estacionamento.
Em 2017, o Sindisaúde/RS, escolhido fiel depositário de arquivo de filiados do sindicato que trabalharam no hospital, contendo processos, documentos médicos, contas, entre outros, transferiu a guarda do mesmo para uma empresa especializada.